# 孙小系
孙小系（1953年4月—），男，汉族，山东荣成人，中华人民共和国政治人物，曾任甘肃省人民政府副省长，全国社会保障基金理事会副理事长、党组成员。